# Остол
Остол  (англ. Osthol) — является природным кумарином, выделенным из растения Cnidium Monieri и Angelica pubescens. Остол относится к группе блокаторов кальциевых каналов.
Исследования выполненные с использованием стандартизированных экстрактов продемонстрировали нейропротекторное, ноотропное и гипотензивное действие, связанное, по-видимому, с способностью блокировать кальциевые каналы клеток, а также антиоксидантный эффект. Существуют данные, что эти эффекты связаны с влиянием на ГАМК-рецепторы.

## Перспективы применения в фармакологии
Остол, как показали многочисленные исследования, обладает рядом полезных фармакологических свойств которые позволят на его основе создать новые лекарственные препараты. В частности он обладает противовоспалительными и 	
противоаллергическими свойствами, ослабляя как ранние (мобилизация Ca2+ и дегрануляция), так и отсроченные этапы (продукция хемокинов/цитокинов) активации тучных клеток.
Он также благотворно воздействует на иммунную систему, проявляет антиоксидантную и антиангиогенную активность, защищает от рака, инсулинорезистентности от повреждений печени и от остеопороза. 
Помимо всего прочего остол может действовать как средство омоложения участвуя в процессах эпигенетического омолаживающего перепрограммирования, не влияющего на идентичность соматических клеток.